# Manaquí ventreclar
La manaquí ventreclar (Neopelma pallescens) és un ocell de la família dels píprids (Pipridae).

## Hàbitat i distribució
Habita les sabanes i densa vegetació de les terres baixes de l'est i centre de Brasil i extrem nord-est de Bolívia.